# هاوارد فابیان
هاوارد فابیان (انگلیسی: Howard Fabian; ۲۰ مارس ۱۹۰۹ – ۲۶ سپتامبر ۱۹۸۴) بازیکن فوتبال اهل بریتانیا بود.
از باشگاه‌هایی که در آن بازی کرده‌است می‌توان به باشگاه فوتبال کورینتیان، باشگاه فوتبال دربی کانتی، و باشگاه فوتبال کورینتیان کاسولس اشاره کرد.
وی همچنین در تیم ملی فوتبال England amateur بازی کرده‌است.